# Vinay
|  | Per a altres significats, vegeu «Vinay (Marne)». |

Vinay és un municipi francès al departament de la Isèra (regió d'Alvèrnia-Roine-Alps). L'any 2007 tenia 3.888 habitants.

## Demografia

### Població
El 2007 la població de fet de Vinay era de 3.888 persones. Hi havia 1.515 famílies de les quals 481 eren unipersonals (210 homes vivint sols i 271 dones vivint soles), 451 parelles sense fills, 507 parelles amb fills i 76 famílies monoparentals amb fills.
La població ha evolucionat segons el següent gràfic:

### Habitatges
El 2007 hi havia 1.785 habitatges, 1.556 eren l'habitatge principal de la família, 53 eren segones residències i 176 estaven desocupats. 1.084 eren cases i 659 eren apartaments. Dels 1.556 habitatges principals, 952 estaven ocupats pels seus propietaris, 573 estaven llogats i ocupats pels llogaters i 31 estaven cedits a títol gratuït; 19 tenien una cambra, 159 en tenien dues, 308 en tenien tres, 443 en tenien quatre i 627 en tenien cinc o més. 1.008 habitatges disposaven pel capbaix d'una plaça de pàrquing. A 713 habitatges hi havia un automòbil i a 618 n'hi havia dos o més.

### Piràmide de població
La piràmide de població per edats i sexe el 2009 era:
| Homes | Edats   | Dones |
| ----- | ------- | ----- |
| 4     | 95 o +  | 0     |
| 8     | 90 a 94 | 48    |
| 24    | 85 a 89 | 36    |
| 16    | 80 a 84 | 44    |
| 84    | 75 a 79 | 100   |
| 88    | 70 a 74 | 88    |
| 108   | 65 a 69 | 100   |
| 52    | 60 a 64 | 108   |
| 88    | 55 a 59 | 80    |
| 104   | 50 a 54 | 112   |
| 120   | 45 a 49 | 124   |
| 144   | 40 a 44 | 88    |
| 124   | 35 a 39 | 80    |
| 108   | 30 a 34 | 136   |
| 148   | 25 a 29 | 156   |
| 100   | 20 a 24 | 108   |
| 108   | 15 a 19 | 112   |
| 124   | 10 a 14 | 80    |
| 108   | 5 a 9   | 108   |
| 128   | 0 a 4   | 80    |

## Economia
El 2007 la població en edat de treballar era de 2.356 persones, 1.780 eren actives i 576 eren inactives. De les 1.780 persones actives 1.646 estaven ocupades (919 homes i 727 dones) i 134 estaven aturades (45 homes i 89 dones). De les 576 persones inactives 184 estaven jubilades, 184 estaven estudiant i 208 estaven classificades com a «altres inactius».

### Ingressos
El 2009 a Vinay hi havia 1.683 unitats fiscals que integraven 3.927 persones, la mediana anual d'ingressos fiscals per persona era de 17.538 €.

### Activitats econòmiques
Dels 242 establiments que hi havia el 2007, 5 eren d'empreses extractives, 7 d'empreses alimentàries, 6 d'empreses de fabricació de material elèctric, 1 d'una empresa de fabricació d'elements pel transport, 10 d'empreses de fabricació d'altres productes industrials, 34 d'empreses de construcció, 55 d'empreses de comerç i reparació d'automòbils, 11 d'empreses de transport, 15 d'empreses d'hostatgeria i restauració, 1 d'una empresa d'informació i comunicació, 14 d'empreses financeres, 14 d'empreses immobiliàries, 21 d'empreses de serveis, 27 d'entitats de l'administració pública i 21 d'empreses classificades com a «altres activitats de serveis».
Dels 72 establiments de servei als particulars que hi havia el 2009, 1 era una oficina d'administració d'Hisenda pública, 1 gendarmeria, una oficina de correu, 3 oficines bancàries, 6 tallers de reparació d'automòbils i de material agrícola, 1 autoescola, 8 paletes, 3 guixaires pintors, 8 fusteries, 4 lampisteries, 6 electricistes, 3 empreses de construcció, 8 perruqueries, 1 veterinari, 7 restaurants, 7 agències immobiliàries i 4 salons de bellesa.
Dels 19 establiments comercials que hi havia el 2009, 1 era un hipermercat, 1 una botiga de menys de 120 m², 4 fleques, 2 carnisseries, 5 botigues de roba, 1 una botiga d'equipament de la llar, 1 una sabateria, 1 una botiga de material esportiu, 1 una perfumeria i 2 floristeries.
L'any 2000 a Vinay hi havia 61 explotacions agrícoles que ocupaven un total de 532 hectàrees.

## Equipaments sanitaris i escolars
El 2009 hi havia un hospital de tractaments de mitja durada (seguiment i rehabilitació) i 2 farmàcies. El 2009 hi havia 1 escola maternal i 2 escoles elementals. Vinay disposava d'un col·legi d'educació secundària amb 500 alumnes.

## Poblacions properes
El següent diagrama mostra les poblacions més properes.